# Diuris behrii
Diuris behrii  (лат.) — травянистое наземное растение; вид рода Диурис семейства Орхидные (Orchidaceae). Распространено в Австралии. Diuris behrii находится под угрозой исчезновения и является охраняемым видом.

## Ареал
Встречается на юге Австралии в штатах Новый Южный Уэльс, Виктория и Южная Австралия. Отдельные популяции встречаются по всему югу страны.
Растёт на травянистых лугах, полянах и в лесных массивах на плодородной почве.

## Биологическое описание
Стебель высотой примерно 40—50 см. На стебле вырастает 3—6 листьев длиной примерно 20 см.
Цветки маленькие (около 40 мм в ширину), ярко-жёлтого цвета, зачастую с коричневыми пятнами и полосками на верхней губе и чашелистике.
Эфемероид. Цветёт с сентября по октябрь во время влажного сезона. Опыляются большими чёрными пчёлами Lasioglossum. Цветки часто цветут в холодные дни. Возможно, это одна из ловушек для пчёл, которые воспринимают жёлтый цвет цветка как тепло.
Существуют различные гибриды с другими видами рода Диурис.

## Угрозы
Diuris behrii в дикой природе находится под угрозой исчезновения. Ареал постоянно уменьшается. Основными причинами является отсутствие фактической защиты со стороны государства, выпас скота, кролики и кенгуру.